# 花田修治
花田 修治（はなだ しゅうじ、1941年9月19日 - ）は、日本の金属工学者。東北大学名誉教授。元東北大学金属材料研究所副所長。本多記念会理事長。元日本金属学会副会長。チタン研究の第一人者。

## 人物・経歴
愛知県出身。1965年横浜国立大学工学部金属工学科卒業。1967年東北大学大学院工学研究科金属材料工学専攻修士課程修了。1971年東北大学大学院工学研究科金属材料工学専攻博士課程修了、工学博士、東北大学金属材料研究所非鉄合金学部門助手。1987年東北大学金属材料研究所加工プロセス工学研究部門教授。1998年日本鉄鋼協会東北支部長。2000年日本金属学会副会長。2002年東北大学金属材料研究所新素材設計開発施設長。2003年東北大学評議員、東北大学百万ボルト電子顕徴鏡室長。2004年東北大学金属材料研究所副所長、日本金属学会副会長。2005年定年退職。2014年本多記念会理事長。チタン研究の第一人者。

## 受賞
- 金属研究助成会奨励賞 1981[1]
- 日本金属学会論文賞 1982[1]
- 日本金属学会金属組織写真奨励賞 1990[1]
- 粉体粉末冶金協会研究功積賞 1993[1]
- 塑性加工学会技術開発賞 1993[1]
- 日本金属学会技術開発賞 1996[1]
- 日本金属学会技術開発賞 1998[1]
- 日本金属学会谷川ハリス賞 1999[1]
- 日本金属学会学術功労賞 2000[1]
- ASMフェロー賞 2003[1]
- 日本金属学会功労賞 2004[1]
- 日本金属学会技術開発賞 2014[4]